# Валовищани
Валовищани (единствено число валовищанин, валовищанка, на гръцки: Σιδηροκαστρίτες, сидирокастриотес) са жителите на град Валовища, на гръцки Сидирокастро, Егейска Македония, Гърция. Това е списък на най-известните от тях.

## Родени във Валовища
А — Б — В — Г — Д –
Е — Ж — З — И — Й –
К — Л — М — Н — О –
П — Р — С — Т — У –
Ф — Х — Ц — Ч — Ш –
Щ — Ю — Я

### А
- Алексий Комнин (1066/1107 – 1042), съимператор на Византийската империя
- Аристотел и Димитър Коцеви (Αριστοτέλης και Δημήτρης Κώτσιου), баща и син, бащата е андартски деец, а синът в 1913 година става първи гръцки кмет на Валовища[1]

### Б
- Благой Мавров (1897 – 1967), български педагог, лексикограф, художник

### Г
- Георги Василев (Гочо) (р. 1945), дългогодишен футболист на Локомотив Пловдив, български национал
- Георгиос Бабалидис (Γεώργιος Μπαμπαλίδης) с псевдоним Симпетерос (Συμπέθερος), деец на Гръцката пропаганда, действал като куриер в Сярско, ранен в сражението при Нова махала, пленен и затворен за шест месеца[2]
- Георгиос Сотириадис (1852 – 1942), виден гръцки археолог

### З
- Зография Барбоглу (1924 – 2022), гръцка художничка

### Й
- Йоанис Христоглу (р. 1926), гръцки политик

### К
- Коста Андонов (Антонов), български опълченец, роден в 1843 година, на 29 април 1877 година постъпва в IV рота на ІI опълченска дружина, участва в защитата на населението от Чохлаково и Куртбунар, Чирпанско, на 14 и 19 юли 1877 година, както и на населението на Курленската махала в Казанлък на 4 август 1877 година от черкезки башибозушки нападения, след войната живее в Казанлък[3]

### М
- Мария Комнина (1066/1107 – 1144/1145), византийска принцеса

### Н
- Николаос Гусиос, гръцки андартски деец

### П
- Петрос Моралис (1936 – 1992), гръцки политик

### Ф
- Фотини Алата-Пападимитриу (Φωτεινή Αλατά), гръцка просветна деятелка, станала учителка в Старчево в 1901 година на 16-годишна възраст и останала там до 1911 година;[4] името ѝ носи улица в Сяр[5]

Македоно-одрински опълченци от Валовища
- Аврам Георгиев (1887 – ?), Втора отделна партизанска рота[6]
- Алекси Иванов (1890 – ?), Първа рота на Пета одринска дружина, носител на орден „За храброст“ IV степен[7]
- Ангел Димитров (1887 – ?), Втора отделна партизанска рота[8]
- Атанас Димитров (1887 – ?), Петнадесета щипска дружина[9]
- Велян Стоянов (1881 – ?), Четвърта рота на Четвърта битолска дружина[10]
- Димитър Атанасов, Петнадесета щипска дружина[11]
- Димитър Д. Желявски (Жилявски), Четата на Стойо Хаджиев, Трета рота на Петнадесета щипска дружина[12]
- Димитър Иванов (1890 – 1913), Трета рота на Пета одринска дружина, загинал в Междусъюзническата война на 9 юли 1913 година[13]
- Дино Гегов, Четвърта рота на Петнадесета щипска дружина[14]
- Коста Самарджиев, четата на Стойо Хаджиев[15]
- Костадин Иванов (1894 – ?), Трета рота на Четиринадесета воденска дружина[16]
- Костадин Костов (1888 – ?), Втора отделна партизанска рота, четата на Панайот Карамфилов, Продоволствен транспорт на МОО[17]
- Максим Блажов, четата на Дончо Златков[18]
- Миле Андреев, 21-годишен, Шеста охридска дружина[19]
- Никола Николов (1886 – ?), Продоволствен транспорт на МОО[20]
- Петър Каралазов (1885 – ?), четата на Панайот Карамфилов[21]
- Петър Лазаров (1887 – ?), Четиринадесета воденска дружина[22]
- Сотир Маджаров, Първа рота на Осма костурска дружина[23]
- Сотир Стоянов (1888 – ?), Втора отделна партизанска рота[24]
- Стоян Илиев, четата на Стойо Хаджиев, Трета рота на Петнадесета щипска дружина[25]
- Тако Томов, четата на Стойо Хаджиев[26]
- Хр[исто] Трайков (1894 – ?), четата на Дончо Златков[27]

## Починали във Валовища
- Ангел Величков Ангелов, български военен деец, капитан, загинал през Първата световна война[28]
- Арон Барух Юдов, български военен деец, подпоручик, загинал през Първата световна война[29]
- Васил Георгиев Василев, македоно-одрински опълченец, родом от Бургас, Дванадесета лозенградска дружина, загинал в Междусъюзническата война на 20 май 1913 година[30]
- Григор Мих. Арнаудов, български военен деец, подпоручик, загинал през Първата световна война[31]
- Григор Стоянов Анастасов, български военен деец, поручик, загинал през Първата световна война[32]
- Илия Гологанов (1865 – 1910), български журналист и публицист
- Илия Костов Тодоров, български военен деец, подпоручик, загинал през Първата световна война[33]
- Никола Станев, български военен деец, майор, загинал през Междусъюзническа война[34]
- Стефан Петров Тошов (Тотев), български военен деец, поручик, загинал през Първата световна война[35]

## Свързани с Валовища
- Антон Г. Казанджиев, македоно-одрински опълченец, родом от Долна Джумая, жител на град Валовища, Четвърта рота на Осма костурска дружина[36]
- Димчо Дебелянов (1887 – 1916), български поет, погребан в града
- Русалим Харизанов (? – 1942), гръцки комунист, родом от Сярско
- Тодор Ангелов, македоно-одрински опълченец, родом от Калапот, жител на Валовища, четата на Стойо Хаджиев, Втора рота на Петнадесета щипска дружина[37]